# 韓煥綸
韓煥綸（？—？），清朝官員，本籍直隸。

## 生平
韓煥綸於1774年（乾隆39年）接替劉大榮，於台灣台北地區擔任台灣府淡水廳新莊巡檢一職（議敘從九品），是大台北地區的地方父母官。